# Boss DD-3 Digital Delay
Boss DD-3 Digital Delay är en effektpedal för gitarr, tillverkad av Roland Corporation under varumärket Boss mellan 1986 och 2019. Effektpedalen tillverkades inledningsvis i Japan, men produktionen flyttades senare till Taiwan. Det är en av företagets bästsäljande pedaler någonsin.

## Historia
Boss DD-3 Digital Delay var den andra versionen i serien Digital Delay, och var ursprungligen samma pedal som Boss DD-2 Digital Delay. På grund av att priset på DRAM sänktes 1986, var det möjligt att tillverka pedalen mycket billigare. Då det inte ansågs bra att sänka priset på den dåvarande DD-2, fick pedalen istället namnet DD-3, och pedalens utseende gjordes om något.
Sedan 2019 har modellen blivit ersatt av versionen DD-3T Digital Delay, som även har en ingång för en extern fotpedal för att kontrollera delayets tempo.